# Plinth Assemblage

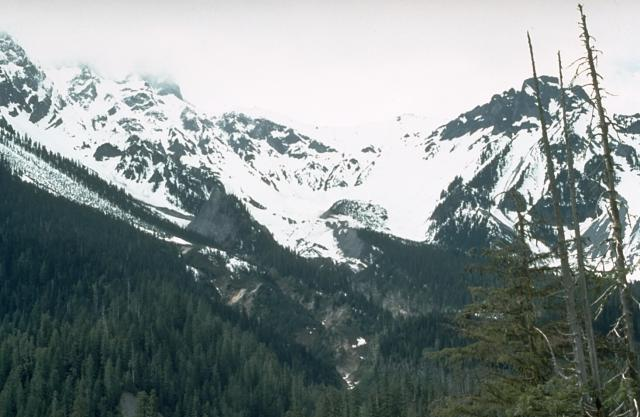
Die Nordostflanke des Plinth Peak stellt Gesteine der Plinth Assemblage dar. Außerdem wird der unscheinbare, von Eis und Geröll bedeckte Krater des Bridge River Vent in der Bildmitte gezeigt.

Die Plinth Assemblage, auch Plinth Formation genannt, ist ein zusammengewachsener Terran aus magmatischem Gestein im Südwesten der kanadischen Provinz British Columbia. Sie liegt gerade nördlich des Lillooet River an der Nordflanke des Mount-Meager-Massivs. Sie ist nach dem Plinth Peak benannt, einem Berg, der aus Gesteinen der Plinth Assemblage besteht.:168,169
Diese geologische Formation ist eine der größten, aus denen das Mount-Meager-Massiv besteht. Entstanden während des Beginns vulkanischer Aktivität vor etwa 100.000 Jahren, besteht die Plinth Assemblage aus hellgrauem pophyrischem Rhyodazit mit Einsprenglingen aus Plagioklase, Quarz, etwas Biotit und selten auch Hornblende. Die 600 m des Mount Meager selbst besteht aus Gesteinen der Plinth Assemblage und war die südliche Quelle der Lavaströme und Brekzien der Plinth Assemblage.
Die Plinth Assemblage repräsentiert einen kleineren Teil der Pacific Ranges in den Coast Mountains.
Koordinaten: 50° 39′ N, 123° 31′ W